# Fushigi no kuni no Angelique
Fushigi no Kuni no Angelique (ふしぎの国のアンジェリーク?, Fushigi no Kuni no Angelique, Angelique nel paese delle meraviglie) è un videogioco rompicapo sviluppato dalla Koei e pubblicato dalla NEC Home Electronics per PC-FX l'11 ottobre 1996, per PlayStation e Sega Saturn il 28 febbraio 1997 e per Game Boy Advance l'8 marzo 2002. Il videogioco fa parte della serie Angelique.
Il character design del gioco è di Kairi Yura, l'illustrazione sulla copertina del gioco è di Mari Tominaga, mentre la colonna sonora è opera di Chinatsu Kuzuu. Le animazioni sono state prodotte dallo Studio Live.
Angelique Limoges, personaggio già del primo capitolo della serie, Angelique, è la protagonista del videogioco. L'obiettivo è di esplorare la Città Volante per trovare la festa dei Guardiani. Benché si tratti di un videogioco rompicapo, contiene elementi dei simulatori di appuntamenti ed ha molteplici finali.